# Shioyaki

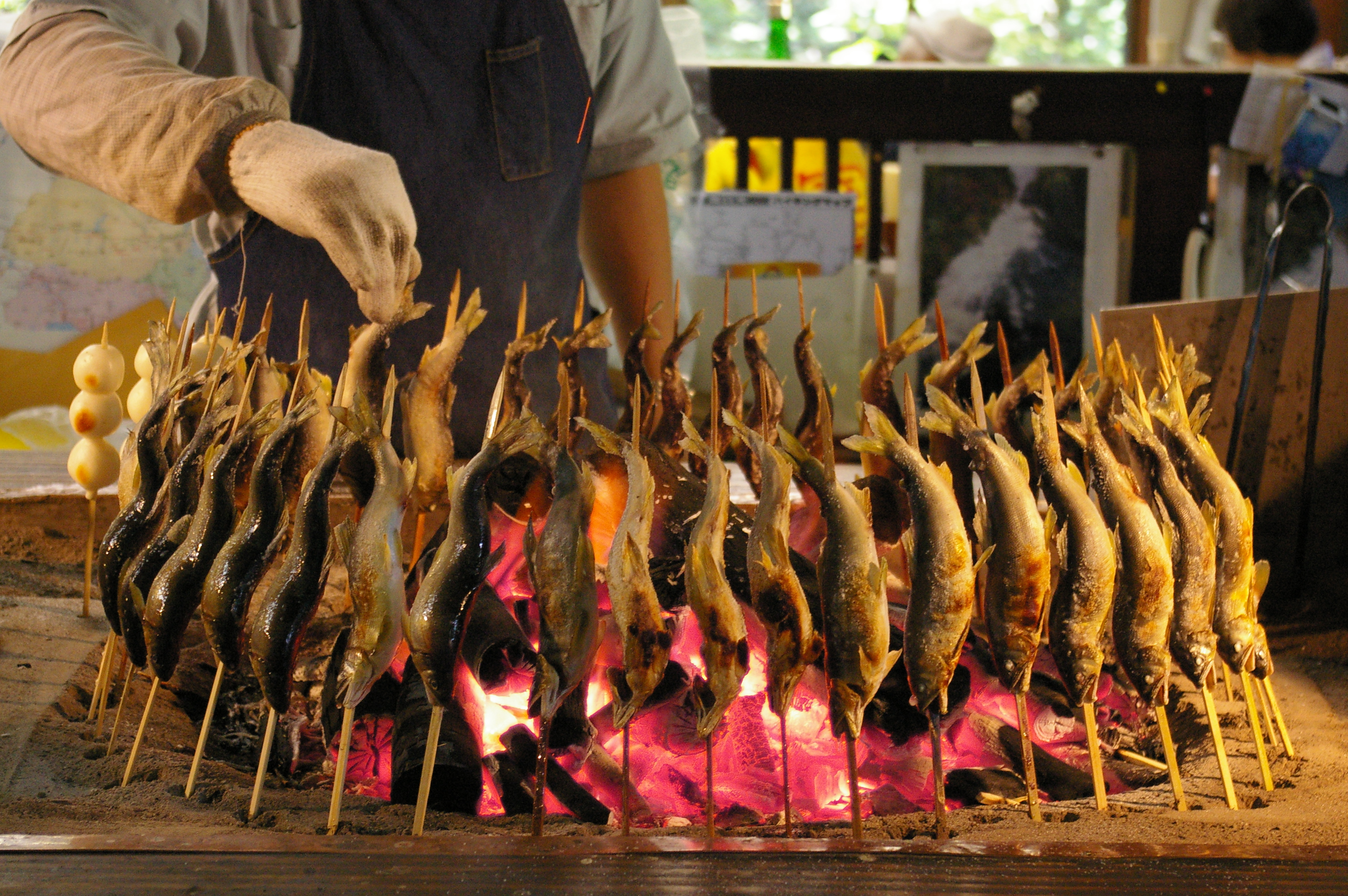
Ayu no shioyaki (鮎の塩焼き)

El shioyaki (japonès: 焼き魚) és una tècnica pròpia de la cuina japonesa de fer a la graella vedella, aviram, però sobretot peix. La particularitat principal és que l'aliment es refrega amb sal, la qual es deixa sovint fins a mitja hora, abans de ser posat a la graella. Alguns dels peixos més habituals de cuinar amb aquesta tècnica són l'Ayu (Ayu no Shioyaki, 鮎の塩焼き), el salmó (Sake no shioyaki, サケの塩焼き) i el verat (Saba no shioyaki, 鯖の塩焼き).